# پرسکوت
latitudeپرسکوتlongitudeپرسکوت
پرسکوت (به انگلیسی: Prescot) یک منطقهٔ مسکونی در انگلستان است که در شمال غربی انگلستان واقع شده‌است.

## خصوصیات
پرسکوت ۱۱٬۱۸۴ نفر جمعیت دارد.